# Machland Musikanten
Die Machland Musikanten waren von 1993 bis 2003 ein Blasorchester unter der Leitung von Friedrich Heigl aus der oberösterreichischen Stadt Perg, das drei Tonträger herausgab, in Radio- und Fernsehsendungen vertreten war und auf nationale und internationale Erfolge bei Blasmusikwettbewerben verweisen konnte.

## Geschichte
Das Blasmusik-Orchester Machland Musikanten wurde 1993 von Friedrich Heigl gegründet und gehörte dem Österreichischen Blasmusikverband an. Die Musiker stammten vorwiegend aus dem Bezirk Perg und waren Militärmusiker und/oder Musiklehrer. 
Neben der Teilnahme an Europameisterschaften zählten die Auftritte mit Freek Mestrini und Adam Hudec und Ladislav Kubeš zu den erfolgreichsten Konzertereignissen des Orchesters. Die Galakonzerte wurden von Franz Gumpenberger und Klaus Huber (Radio Oberösterreich) moderiert. Am 15. November 2003 fand das letzte Galakonzert der Machland Musikanten in Perg statt. Das Konzert wurde von Freek Mestrini und Adam Hudec dirigiert.

## Erfolge
- 1996 in Garsten, Österreich – 1. Preis bei der Ausscheidung zur Krone der Volksmusik
- 1998 in Kerkrade, Niederlande – 1 Preis beim internationalen Musikwettbewerb (Profiklasse)
- 1998 in Passau, Deutschland – 1. Rang (Sieger) beim Dreiländerwettbewerb (Deutschland, Österreich, Tschechien)
- 2000 in Maihingen, Deutschland – 1. Rang mit Auszeichnung und Vizeeuropameister der böhmisch-mährischen Blasmusik in der Profiklasse
- 2001 in Schladming, Österreich Mid Europe Vertretung und Botschafter für die EM 2002 in Schladming
- 2001 in Tschechien – Kubesfestival (Konzert mit Ladislav Kubeš und der südböhmischen Blaskapelle Veselka)
- 2002 in Schladming – 1. Rang mit Auszeichnung und Vizeeuropameister der Europameisterschaft der böhmisch-mährischen Blasmusik (Profiklasse)
- 2003 in Seedorf BE, Schweiz – 1. Rang mit Auszeichnung in der Profiklasse bei der 4. Europameisterschaft der böhmisch-mährischen Blasmusik

## Diskographie
- Von Böhmen bis ins Machland (GESA Verlag 40112)
- Musik mit Herz (Eigenverlag)
- 10 Jahre Machland Musikanten (Eigenverlag)